# 纳赛尔·马兹拉维
纳赛尔·馬茲拉烏伊（阿拉伯语：نُصَيْر مَزرَاوِيّ；1997年11月14日—），是一名摩洛哥足球運動員，主要司職右後衛，現時效力英超球會曼聯。

## 職業生涯
馬茲拉烏伊於九歲時加入阿賈克斯青訓營。出道之時主要擔任正中場，然而在升上一線隊的第一年被改造為右後衛。除此之外，亦能擔任左後衛。於2016年8月12日在荷乙為阿賈克斯U21上演職業生涯首秀，於比賽的第86分鐘被替換上場。
2018/19賽季季前賽，馬茲拉烏伊被升上一線隊，隨著時任右後衛隊長韋特文的重傷，馬茲拉烏伊被提拔為主力右後衛。同時，在歐冠盃中有著優異的表現。
2022年7月1日，馬斯奧爾以自由身加盟德甲球隊拜仁慕尼黑雙方簽約四年。馬斯奧爾協助球隊贏得當季德甲冠軍。
2024年8月13日，英超球隊曼聯宣佈簽入馬斯奧爾，雙方簽約四年，另加一年自動續約條款。

## 國家隊生涯
雖然馬茲拉烏伊從小於荷蘭長大，但選擇為摩洛哥國家足球隊出賽。

## 榮譽

### 俱樂部
阿賈克斯
- 荷甲冠軍:2018–19、2020–21、2021–22
- 荷蘭盃冠军：2018–19、2020–21
- 克魯伊夫盾冠军：2019

拜仁慕尼黑
- 德甲冠軍：2022–23
- 德國超級盃冠軍：2022[4]

### 個人
- 阿賈克斯年度最佳青年球員: 2018–19[5]